# Litva và đồng euro
Litva là nước thành viên Liên minh châu Âu đã gia nhập khu vực đồng tiền chung châu Âu thông qua việc sử dụng đồng Euro vào ngày 1 tháng 1 năm 2015, trở thành nước cuối cùng trong số ba nước Baltic sử dụng đồng euro, sau Estonia (2011) và Latvia (2014). Trước đó, đồng tiền của Litva là litas, được đổi sang đồng euro với tỷ giá 3,4528 litas đổi được 1 euro.

Hiện nay, những tiền đồng in tại Litva sẽ có hình quốc huy Litva ở mặt sau: 

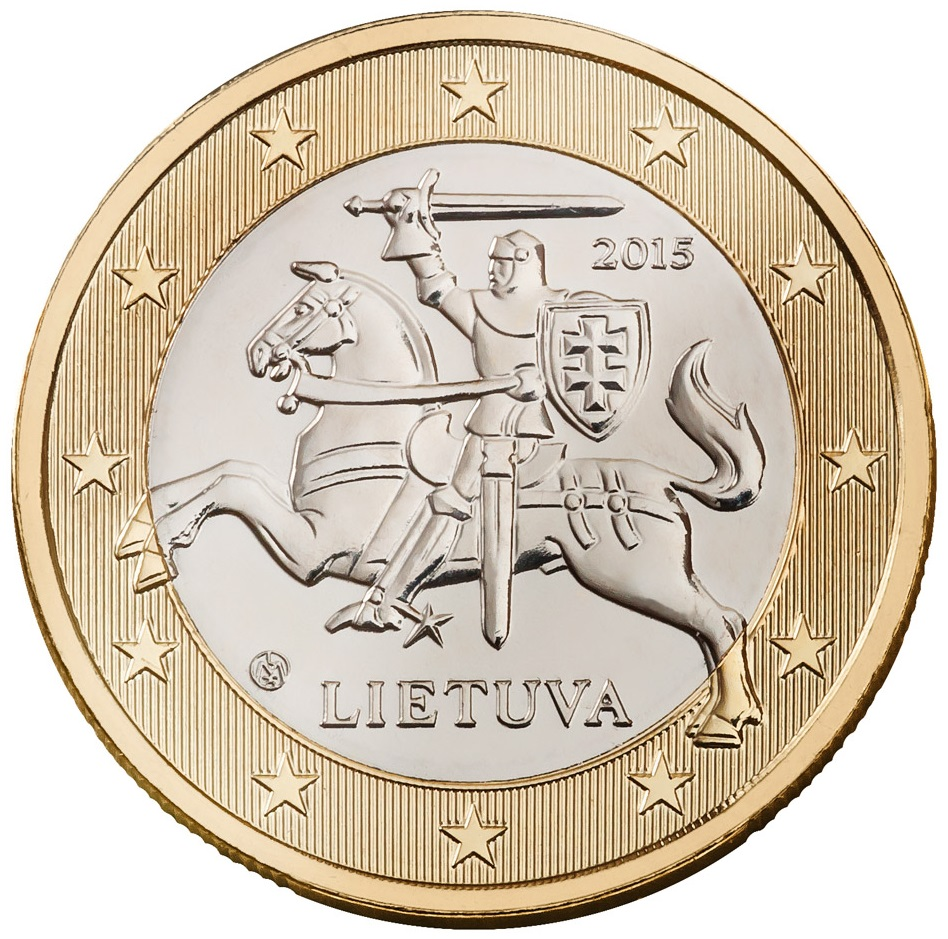
Mặt sau đồng 1€